# 구리시의 국회의원

## 행정구역 변천
- 1986년 1월 1일 남양주군 구리읍에 경기도 구리시 설치

## 구리시의 역대 국회의원 일람
| 대수   | 이름           | 소속정당     | 임기                              | 선거구역    |
| ------ | -------------- | ------------ | --------------------------------- | ----------- |
| 제13대 | 전용원(田瑢源) | 민주정의당   | 1988년 5월 30일 - 1992년 5월 29일 | 구리시 일원 |
| 제14대 | 정주일(鄭周逸) | 통일국민당   | 1992년 5월 30일 - 1996년 5월 29일 | 구리시 일원 |
| 제15대 | 전용원(田瑢源) | 신한국당     | 1996년 5월 30일 - 2000년 5월 29일 | 구리시 일원 |
| 제16대 | 전용원(田瑢源) | 한나라당     | 2000년 5월 30일 - 2004년 5월 29일 | 구리시 일원 |
| 제17대 | 윤호중(尹昊重) | 열린우리당   | 2004년 5월 30일 - 2008년 5월 29일 | 구리시 일원 |
| 제18대 | 주광덕(朱光德) | 한나라당     | 2008년 5월 30일 - 2012년 5월 29일 | 구리시 일원 |
| 제19대 | 윤호중(尹昊重) | 민주통합당   | 2012년 5월 30일 - 2016년 5월 29일 | 구리시 일원 |
| 제20대 | 윤호중(尹昊重) | 더불어민주당 | 2016년 5월 30일 - 2020년 5월 29일 | 구리시 일원 |
| 제21대 | 윤호중(尹昊重) | 더불어민주당 | 2020년 5월 30일 - 2024년 5월 29일 | 구리시 일원 |
| 제22대 | 윤호중(尹昊重) | 더불어민주당 | 2024년 5월 30일-                  | 구리시 일원 |

## 같이 보기
- 구리시 (선거구)
- 양주시의 국회의원
- 남양주시의 국회의원
- 하남시의 국회의원
- 가평군의 국회의원
- 서울 중랑구의 국회의원
- 서울 성북구의 국회의원
- 서울 동대문구의 국회의원